# Höni
Höni (Hœnir) je severský bůh, který byl poslán po velké bitvě jako rukojmí společně s Mímim k Vanům do Vanaheimu. Výměnou za ně Vanové poslali Ásům Njörda a jeho dvě božské děti Freye a Freyu.Tím bylo stvrzeno příměří mezi Ásy a Vany. Avšak, byť byl Höni na pohled úctyhodný, nedokázal řešit problémy bez pomoci ostatních, proto ho Vanové brzy Ásům vrátili. Někteří autoři se však zmiňují o tom, že se jedná o „kněze bohů“, který věští budoucnost. Někdy zmiňován místo Viliho jako spolustvořitel lidí, kterým měl dát schopnost myšlení. Má přežít ragnarök a věštit budoucí osudy světa. Je také označován jako rychlý běžec.